# Улица Восстания (Кронштадт)

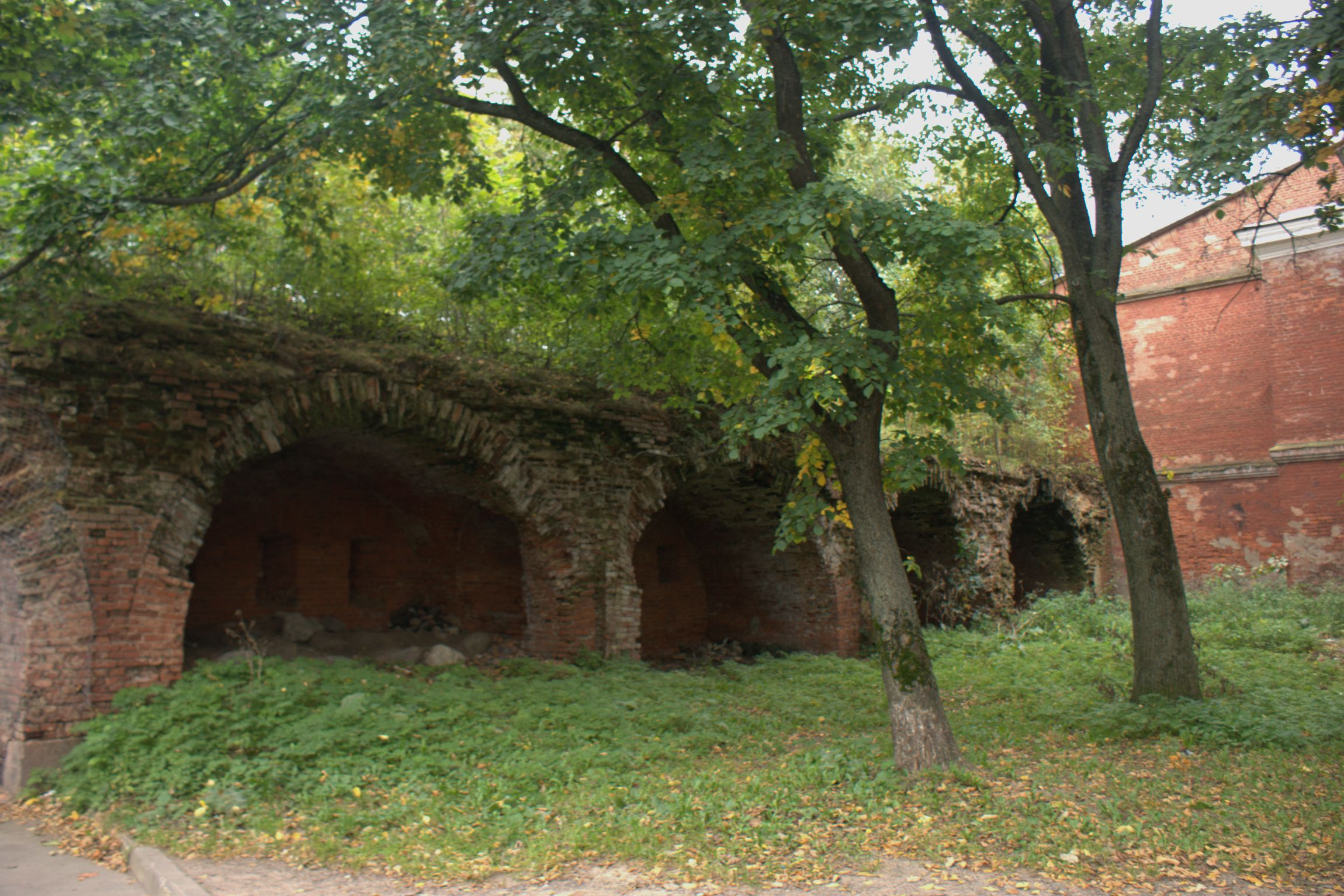
Оборонительная стена Кронштадтской крепости.

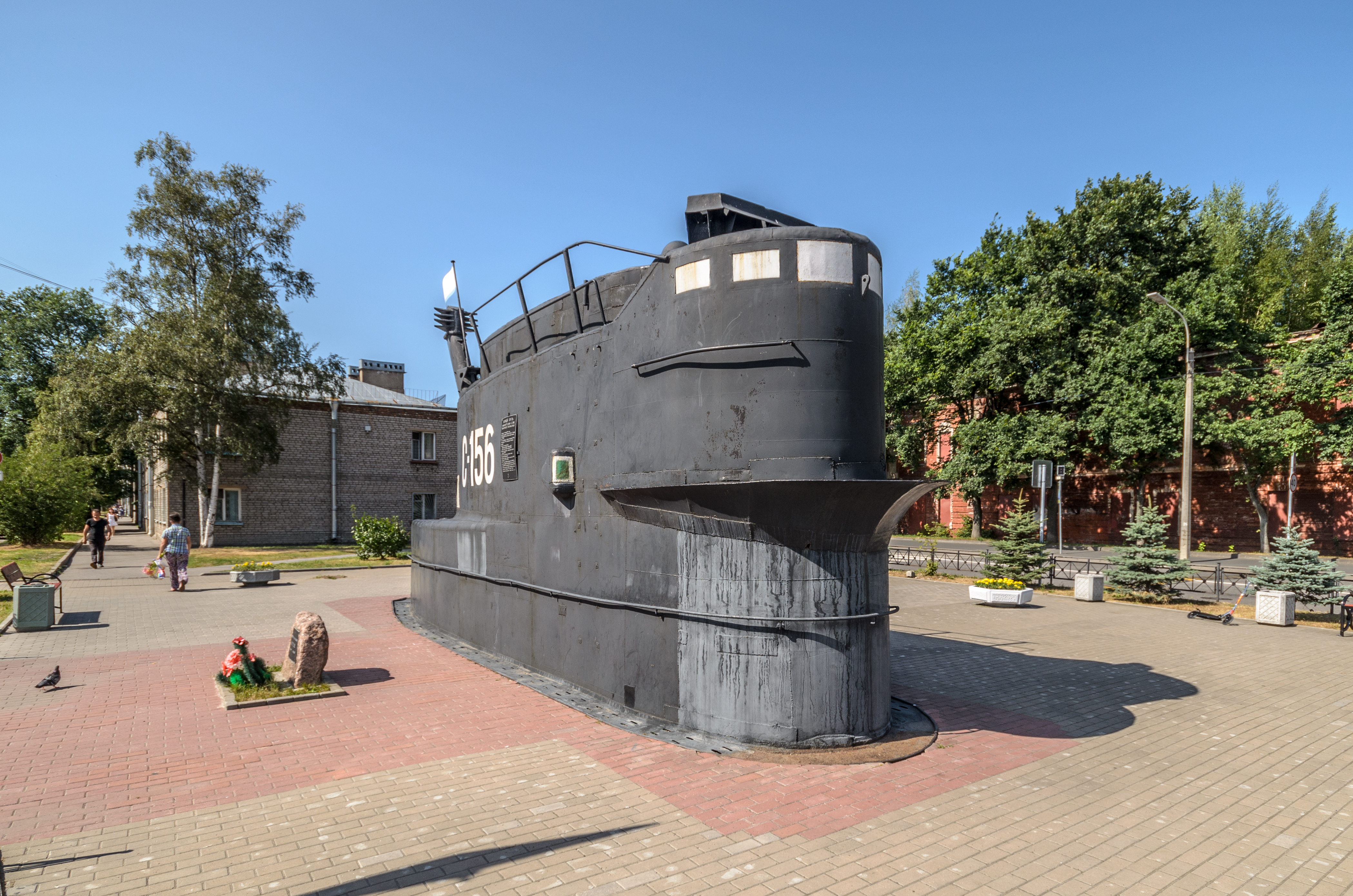
Рубка подводной лодки С-156 «Комсомолец Казахстана».

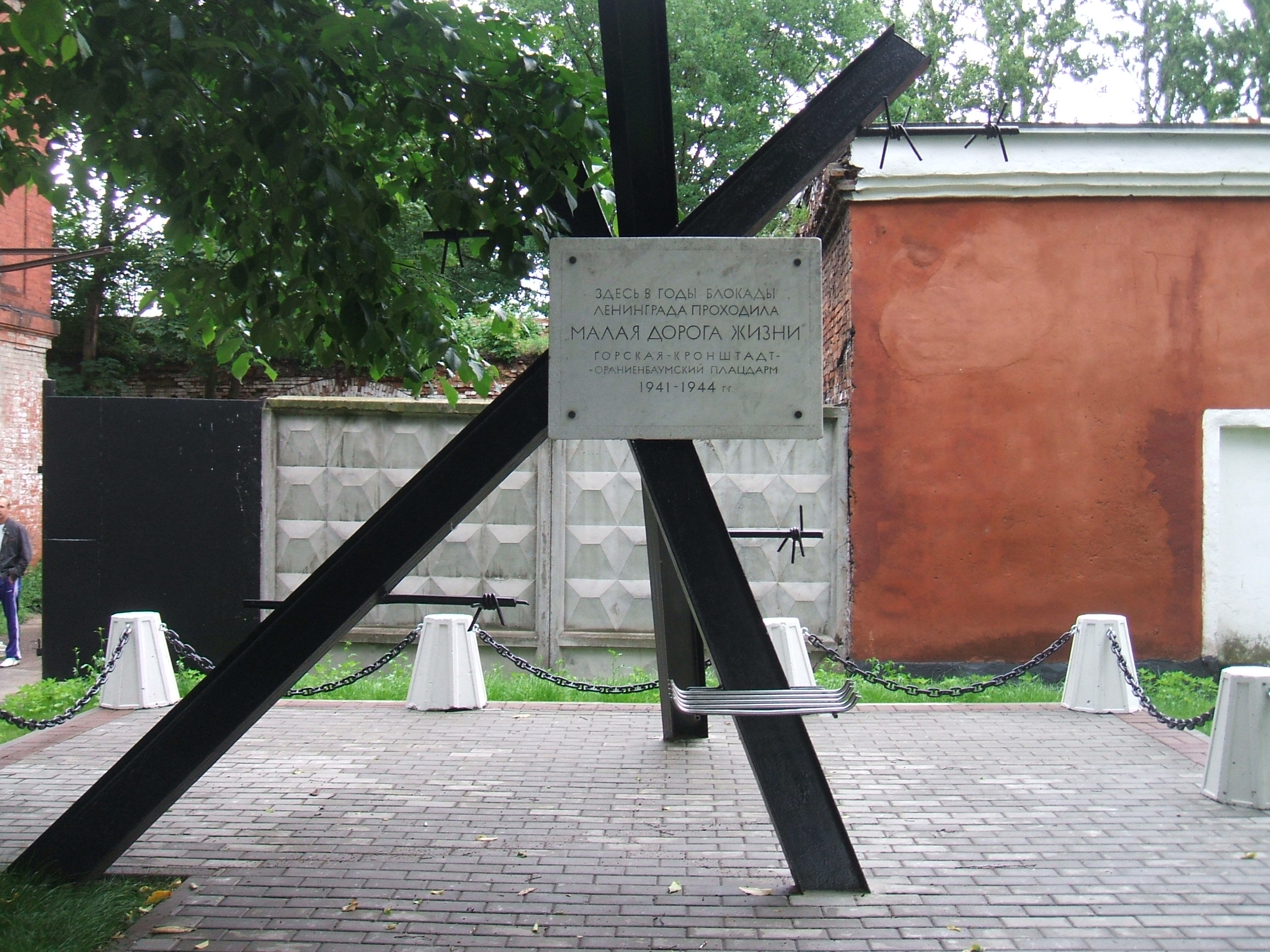
Памятный знак «Малая дорога жизни».

Улица Восстания — улица Кронштадта. Проходит от улицы Зосимова за улицу Мануильского.

## История
Первоначальное название Длинная улица возникло в XVIII веке, в то время это была самая протяженная улица в городе.
С XIX века — Северный бульвар. Название возникло во время губернаторства Ф. Ф. Беллинсгаузена, когда вдоль улицы была высажена липовая аллея.
К 20-летию революции 1905 года улица получила современное название.
Начинается от улицы Мануильского и идет до улицы Зосимова. Пересечений с другими улицами не имеет, но к ней примыкают: проспект Ленина, улицы Карла Маркса, Рошаля, Аммермана, Комсомола, Пролетарская, Посадская, а также Красный и Никольский переулки. Улица тянется вдоль Северного вала Кронштадтской крепости и вместе с ним повторяет очертания берега.

## Достопримечательности
- Кронштадтская крепость (существует с 1723 года) и её казармы;
- Памятный знак «Подвигу подводников-балтийцев в годы Великой Отечественной войны» (рубка подводной лодки С-156 «Комсомолец Казахстана») в сквере между улицами Восстания и Флотской. Открыт 9 мая 2000 года (архитектор С. А. Семёнов)[2].
- Памятный знак «Малая дорога жизни»

## Транспорт
Автобусы: № 1Кр, 2Л, 175, 101, 101э - в сторону ул. Зосимова;
2Кр и 3Кр - в обе стороны.